# Фінал кубка України з футболу 1992
Фіна́л Ку́бка Украї́ни з футбо́лу 1992 — 1-й фінал Кубка України з футболу. Пройшов 31 травня 1992 року у Києві на стадіоні «Республіканський» між одеським «Чорноморцем» і харківським «Металістом» .

## Шлях до фіналу
| Чорноморець  | Чорноморець    | Раунд      | Металіст    | Металіст       |
| ------------ | -------------- | ---------- | ----------- | -------------- |
| Суперник     | Результат      |            | Суперник    | Результат      |
| «Полісся»    | 4-1 (в гостях) | 2-й раунд  | «Кристал» Ч | 1-2 (в гостях) |
| «Полісся»    | 7-1 (вдома)    | 2-й раунд  | «Кристал» Ч | 2-0 (вдома)    |
| «Металург» З | 2-0 (вдома)    | 1/4 фіналу | «Нафтовик»  | 2-0 (вдома)    |
| «Металург» З | 1-1 (в гостях) | 1/4 фіналу | «Нафтовик»  | 1-0 (в гостях) |
| «Торпедо» З  | 3-1 (вдома)    | Півфінал   | «Шахтар» Д  | 1-0 (вдома)    |
| «Торпедо» З  | 0-0 (в гостях) | Півфінал   | «Шахтар» Д  | 1-1 (в гостях) |

## Протокол матчу
| 31 травня 1992 19:00 |

| «Чорноморець» (Одеса) | 1:0 дч          | «Металіст» (Харків) |
| --------------------- | --------------- | ------------------- |
| Цимбалар 107'         | протокол (рос.) |                     |

| Київ, Республіканський стадіон Глядачів: 12 000 Арбітр: Євген Канана (Донецьк) |

| «Чорноморець» Одеса | «Металіст» Харків |

| Чорноморець:      |   |                   |      |
|                   |   |                   |      |
| GK                | ? | Віктор Гришко (к) |      |
| MF                | ? | Юрій Никифоров    |      |
| DF                | ? | Юрій Шелепницький | 75'  |
| DF                | ? | Юрій Букель       |      |
| DF                | ? | Сергій Третяк     |      |
| MF                | ? | Віктор Яблонський |      |
| DF                | ? | Ілля Цимбалар     | 107' |
| DF                | ? | Іван Гецко        |      |
| MF                | ? | Олег Кошелюк      | 118' |
| FW                | ? | Юрій Сак          |      |
| FW                | ? | Сергій Гусєв      | 79'  |
| Заміни:           |   |                   |      |
| DF                | ? | Дмитро Парфьонов  | 75'  |
| MF                | ? | Олександр Спіцин  | 118' |
| FW                | ? | Сергій Зірченко   | 79'  |
| Тренер:           |   |                   |      |
| Віктор Прокопенко |   |                   |      |

| Металіст:       |   |                    |      |     |
|                 |   |                    |      |     |
| GK              | ? | Олександр Помазун  |      |     |
| DF              | ? | Олег Касторний     | 16'  | 91' |
| MF              | ? | Віктор Яловський   | 108' |     |
| MF              | ? | Іван Панчишин (к)  |      |     |
| MF              | ? | Роман Пець         |      |     |
| FW              | ? | Юрій Миколаєнко    |      |     |
| DF              | ? | Дмитро Хомуха      |      |     |
| DF              | ? | Сергій Кандауров   |      |     |
| MF              | ? | Гурам Аджоєв       | 112' |     |
| FW              | ? | Олександр Призетко |      |     |
| DF              | ? | Вадим Колесник     |      |     |
| Заміни:         |   |                    |      |     |
| DF              | ? | Олександр Боровик  | 91'  |     |
| FW              | ? | Ярослав Ланцфер    | 108' |     |
| FW              | ? | Андрій Шинкарьов   | 112' |     |
| Тренер:         |   |                    |      |     |
| Леонід Ткаченко |   |                    |      |     |

| Особи - Асистенти судді: - Володимир Туховський (Сімферополь) - Ярослав Грисьо (Львів) - Четвертий рефері: ? | Правила матчу - Гра триває 90 хвилин. - 30 хвилин додаткового часу за необхідності. - Післяматчеві пенальті, якщо рахунок не змінився. - Сім гравців у запасі. - Максимум 3 заміни. |

| Володар Кубка України 1992 |
| -------------------------- |
| «Чорноморець» Вперше       |